# Copa Pan-Americana de Voleibol Masculino Sub-21 de 2023
A Copa Pan-Americana de Voleibol Masculino Sub-21 de 2023 foi a 6.ª edição desta competição bienal organizada pela Confederação da América do Norte, Central e Caribe de Voleibol (NORCECA) em parceria com a Federação Cubana de Voleibol (FCV). A competição ocorreu entre os dias 5 e 10 de junho, na cidade de Havana, Cuba.
Cuba conquistou seu segundo título ao vencer a seleção dos Estados Unidos, detendora do título, em cinco sets. Na disputa pelo terceiro lugar, a seleção do Canadá venceu Porto Rico por 3 sets a 1 e garantiu o terceiro lugar do campeonato. O oposto cubano Alejandro González Rodríguez foi eleito o melhor jogador do torneio.

## Equipes participantes
As seguintes seleções foram qualificadas a competir a Copa Pan-Americana Sub-21 de 2023.
| Grupo          | Equipe               | Última participação |
| A              |                      |                     |
| -------------- | -------------------- | ------------------- |
| A              | Canadá               | 2022                |
| A              | Haiti                | 2022                |
| A              | Porto Rico           | 2017                |
| A              | República Dominicana | 2022                |
| B              |                      |                     |
| Cuba           | 2022                 |                     |
| Estados Unidos | 2022                 |                     |
| Guatemala      | 2019                 |                     |
| Nicarágua      | 2022                 |                     |

## Formato da disputa
O torneio foi divido na fase classificatória e na fase final. A fase classificatória foi disputada em turno único, com todas as equipes se enfrentando dentro de seu grupo. Os primeiros classificados de cada grupo avançaram para as semifinais, enquanto o segundo e terceiro colocados avançaram para as quartas de final. As equipes eliminadas nas quartas de final se juntaram as últimas equipes da fase classificatória para a disputa de composição de tabela.

### Critérios de desempate
1. Número de vitórias
2. Número de pontos
3. Razão dos sets
4. Razão dos pontos
5. Resultado da última partida entre os times empatados

- Partida com resultado final 3–0: 5 pontos para o vencedor e 0 pontos para o perdedor.
- Partida com resultado final 3–1: 4 pontos para o vencedor e 1 pontos para o perdedor.
- Partida com resultado final 3–2: 3 pontos para o vencedor e 2 pontos para o perdedor.

## Local das partidas
| Havana, Cuba                   |
| Coliseo de la Ciudad Deportiva |
| ------------------------------ |
|                                |
| Capacidade: 15 000             |

## Fase classificatória
|  | Classificado para as semifinais               |
|  | Classificado para as quartas de final         |
|  | Classificado para a disputa do 5º ao 8º lugar |

- Todas as partidas seguiram o horário local (UTC−04:00).

### Grupo A
|     |                      |     | Jogos | Jogos | Jogos | Resultados | Resultados | Resultados | Resultados | Resultados | Resultados | Sets | Sets | Sets  | Pontos | Pontos | Pontos |
| Pos | Equipe               | Pts | T     | V     | D     | 3–0        | 3–1        | 3–2        | 2–3        | 1–3        | 0–3        | V    | P    | R     | V      | P      | R      |
| --- | -------------------- | --- | ----- | ----- | ----- | ---------- | ---------- | ---------- | ---------- | ---------- | ---------- | ---- | ---- | ----- | ------ | ------ | ------ |
| 1   | Canadá               | 13  | 3     | 3     | 0     | 2          | 0          | 1          | 0          | 0          | 0          | 9    | 2    | 4.500 | 269    | 223    | 1.206  |
| 2   | Porto Rico           | 12  | 3     | 2     | 1     | 2          | 0          | 0          | 1          | 0          | 0          | 8    | 3    | 2.667 | 264    | 215    | 1.228  |
| 3   | República Dominicana | 5   | 3     | 1     | 2     | 1          | 0          | 0          | 0          | 0          | 2          | 3    | 6    | 0.500 | 174    | 208    | 0.837  |
| 4   | Haiti                | 0   | 3     | 0     | 3     | 0          | 0          | 0          | 0          | 0          | 3          | 0    | 9    | 0.000 | 164    | 225    | 0.729  |

| Data  | Hora  |                      | Placar |                      | Set 1 | Set 2 | Set 3 | Set 4 | Set 5 | Total   | Relatório |
| ----- | ----- | -------------------- | ------ | -------------------- | ----- | ----- | ----- | ----- | ----- | ------- | --------- |
| 5 jun | 10:00 | República Dominicana | 3–0    | Haiti                | 25–13 | 25–23 | 25–22 |       |       | 75–58   | P2 P3     |
| 5 jun | 12:00 | Canadá               | 3–2    | Porto Rico           | 26–28 | 27–23 | 22–25 | 25–19 | 19–17 | 119–112 | P2 P3     |
| 6 jun | 10:00 | Canadá               | 3–0    | Haiti                | 25–19 | 25–17 | 25–20 |       |       | 75–56   | P2 P3     |
| 6 jun | 12:00 | República Dominicana | 0–3    | Porto Rico           | 10–25 | 20–25 | 16–25 |       |       | 46–75   | P2 P3     |
| 7 jun | 10:00 | Haiti                | 0–3    | Porto Rico           | 23–25 | 12–25 | 15–25 |       |       | 50–75   | P2 P3     |
| 7 jun | 12:00 | Canadá               | 3–0    | República Dominicana | 25–17 | 25–14 | 25–22 |       |       | 75–53   | P2 P3     |

### Grupo B
|     |                |     | Jogos | Jogos | Jogos | Resultados | Resultados | Resultados | Resultados | Resultados | Resultados | Sets | Sets | Sets  | Pontos | Pontos | Pontos |
| Pos | Equipe         | Pts | T     | V     | D     | 3–0        | 3–1        | 3–2        | 2–3        | 1–3        | 0–3        | V    | P    | R     | V      | P      | R      |
| --- | -------------- | --- | ----- | ----- | ----- | ---------- | ---------- | ---------- | ---------- | ---------- | ---------- | ---- | ---- | ----- | ------ | ------ | ------ |
| 1   | Cuba           | 13  | 3     | 3     | 0     | 2          | 0          | 1          | 0          | 0          | 0          | 9    | 2    | 4.500 | 258    | 192    | 1.344  |
| 2   | Estados Unidos | 12  | 3     | 2     | 1     | 2          | 0          | 0          | 1          | 0          | 0          | 8    | 3    | 2.667 | 264    | 221    | 1.195  |
| 3   | Nicarágua      | 5   | 3     | 1     | 2     | 1          | 0          | 0          | 0          | 0          | 2          | 3    | 6    | 0.500 | 156    | 212    | 0.736  |
| 4   | Guatemala      | 0   | 3     | 0     | 3     | 0          | 0          | 0          | 0          | 0          | 3          | 0    | 9    | 0.000 | 182    | 235    | 0.774  |

| Data  | Hora  |                | Placar |                | Set 1 | Set 2 | Set 3 | Set 4 | Set 5 | Total   | Relatório |
| ----- | ----- | -------------- | ------ | -------------- | ----- | ----- | ----- | ----- | ----- | ------- | --------- |
| 5 jun | 14:00 | Estados Unidos | 3–0    | Nicarágua      | 25–15 | 25–14 | 25–8  |       |       | 75–37   | P2 P3     |
| 5 jun | 16:00 | Cuba           | 3–0    | Guatemala      | 25–12 | 25–18 | 25–14 |       |       | 75–44   | P2 P3     |
| 6 jun | 14:00 | Estados Unidos | 3–0    | Guatemala      | 32–30 | 27–25 | 25–21 |       |       | 84–76   | P2 P3     |
| 6 jun | 16:00 | Cuba           | 3–0    | Nicarágua      | 25–16 | 25–11 | 25–16 |       |       | 75–43   | P2 P3     |
| 7 jun | 14:00 | Nicarágua      | 3–0    | Guatemala      | 25–23 | 25–24 | 25–15 |       |       | 75–62   | P2 P3     |
| 7 jun | 16:00 | Cuba           | 3–2    | Estados Unidos | 22–25 | 25–22 | 25–22 | 21–25 | 15–11 | 108–105 | P2 P3     |

## Fase final
|  | Quartas de final     | Quartas de final |                |   | Semifinais | Semifinais     |                |  | Final | Final |
|  |                      |                  |                |   |            |                |                |  |       |       |
|  |                      |                  |                |   |            |                |                |  |       |       |
|  |                      |                  |                |   |            |                |                |  |       |       |
|  | Porto Rico           | 3                |                |   |            |                |                |  |       |       |
|  | Porto Rico           | 3                |                |   |            |                |                |  |       |       |
|  | Nicarágua            | 0                |                |   |            |                |                |  |       |       |
|  | Nicarágua            | 0                | Cuba           | 3 |            |                |                |  |       |       |
|  |                      |                  | Cuba           | 3 |            |                |                |  |       |       |
|  |                      |                  | Porto Rico     | 0 |            |                |                |  |       |       |
|  |                      |                  | Porto Rico     | 0 |            |                |                |  |       |       |
|  |                      |                  |                |   |            |                |                |  |       |       |
|  |                      |                  |                |   |            |                |                |  |       |       |
|  | Cuba                 | 3                |                |   |            |                |                |  |       |       |
|  | Cuba                 | 3                |                |   |            |                |                |  |       |       |
|  |                      | Estados Unidos   | 2              |   |            |                |                |  |       |       |
|  | Estados Unidos       | Estados Unidos   | 2              | 3 |            |                |                |  |       |       |
|  | Estados Unidos       |                  |                | 3 |            |                |                |  |       |       |
|  | República Dominicana | 1                |                |   |            |                |                |  |       |       |
|  | República Dominicana | 1                | Canadá         | 1 |            |                |                |  |       |       |
|  |                      |                  | Canadá         | 1 |            |                |                |  |       |       |
|  |                      |                  | Estados Unidos | 3 |            | Terceiro lugar | Terceiro lugar |  |       |       |
|  |                      |                  | Estados Unidos | 3 |            | Terceiro lugar | Terceiro lugar |  |       |       |
|  |                      |                  |                |   |            |                |                |  |       |       |
|  |                      |                  |                |   |            |                |                |  |       |       |
|  | Porto Rico           | 1                |                |   |            |                |                |  |       |       |
|  | Porto Rico           | 1                |                |   |            |                |                |  |       |       |
|  | Canadá               | 3                |                |   |            |                |                |  |       |       |
|  | Canadá               | 3                |                |   |            |                |                |  |       |       |

|  | 5º–8º lugar          | 5º–8º lugar |                      |   | Quinto lugar | Quinto lugar |
|  |                      |             |                      |   |              |              |
|  |                      |             |                      |   |              |              |
|  |                      |             |                      |   |              |              |
|  | Guatemala            | 0           |                      |   |              |              |
|  | Guatemala            | 0           |                      |   |              |              |
|  | República Dominicana | 3           |                      |   |              |              |
|  | República Dominicana | 3           | República Dominicana | 2 |              |              |
|  |                      |             | República Dominicana | 2 |              |              |
|  |                      | Nicarágua   | 3                    |   |              |              |
|  | Haiti                | Nicarágua   | 3                    | 2 |              |              |
|  | Haiti                |             |                      | 2 |              |              |
|  | Nicarágua            | 3           |                      |   |              |              |
|  | Nicarágua            | 3           | Sétimo lugar         |   |              |              |
|  |                      |             |                      |   |              |              |
|  |                      |             |                      |   |              |              |
|  |                      |             |                      |   |              |              |
|  | Guatemala            | 3           |                      |   |              |              |
|  | Guatemala            | 3           |                      |   |              |              |
|  | Haiti                | 2           |                      |   |              |              |

### Quartas de final
| Data  | Hora  |                | Placar |                      | Set 1 | Set 2 | Set 3 | Set 4 | Set 5 | Total | Relatório |
| ----- | ----- | -------------- | ------ | -------------------- | ----- | ----- | ----- | ----- | ----- | ----- | --------- |
| 8 jun | 14:00 | Estados Unidos | 3–1    | República Dominicana | 22–25 | 25–19 | 25–15 | 25–10 |       | 97–69 | P2 P3     |
| 8 jun | 16:00 | Porto Rico     | 3–0    | Nicarágua            | 25–19 | 25–15 | 25–21 |       |       | 75–55 | P2 P3     |

### 5º–8º lugar
| Data  | Hora  |           | Placar |                      | Set 1 | Set 2 | Set 3 | Set 4 | Set 5 | Total  | Relatório |
| ----- | ----- | --------- | ------ | -------------------- | ----- | ----- | ----- | ----- | ----- | ------ | --------- |
| 9 jun | 10:00 | Guatemala | 0–3    | República Dominicana | 21–25 | 22–25 | 23–25 |       |       | 66–75  | P2 P3     |
| 9 jun | 12:00 | Haiti     | 2–3    | Nicarágua            | 23–25 | 25–22 | 14–25 | 25–21 | 11–15 | 98–108 | P2 P3     |

### Semifinais
| Data  | Hora  |        | Placar |                | Set 1 | Set 2 | Set 3 | Set 4 | Set 5 | Total | Relatório |
| ----- | ----- | ------ | ------ | -------------- | ----- | ----- | ----- | ----- | ----- | ----- | --------- |
| 9 jun | 14:00 | Cuba   | 3–0    | Porto Rico     | 25–20 | 25–14 | 25–21 |       |       | 75–55 | P2 P3     |
| 9 jun | 16:00 | Canadá | 1–3    | Estados Unidos | 17–25 | 21–25 | 25–21 | 16–25 |       | 79–96 | P2 P3     |

### Sétimo lugar
| Data   | Hora  |           | Placar |       | Set 1 | Set 2 | Set 3 | Set 4 | Set 5 | Total   | Relatório |
| ------ | ----- | --------- | ------ | ----- | ----- | ----- | ----- | ----- | ----- | ------- | --------- |
| 10 jun | 10:00 | Guatemala | 3–2    | Haiti | 25–21 | 22–25 | 14–25 | 25–23 | 15–11 | 101–105 | P2 P3     |

### Quinto lugar
| Data   | Hora  |                      | Placar |           | Set 1 | Set 2 | Set 3 | Set 4 | Set 5 | Total   | Relatório |
| ------ | ----- | -------------------- | ------ | --------- | ----- | ----- | ----- | ----- | ----- | ------- | --------- |
| 10 jun | 12:00 | República Dominicana | 2–3    | Nicarágua | 25–27 | 25–18 | 31–29 | 22–25 | 21–23 | 124–122 | P2 P3     |

### Terceiro lugar
| Data   | Hora  |            | Placar |        | Set 1 | Set 2 | Set 3 | Set 4 | Set 5 | Total | Relatório |
| ------ | ----- | ---------- | ------ | ------ | ----- | ----- | ----- | ----- | ----- | ----- | --------- |
| 10 jun | 14:00 | Porto Rico | 1–3    | Canadá | 15–25 | 21–25 | 25–21 | 16–25 |       | 77–96 | P2 P3     |

### Final
| Data   | Hora  |      | Placar |                | Set 1 | Set 2 | Set 3 | Set 4 | Set 5 | Total   | Relatório |
| ------ | ----- | ---- | ------ | -------------- | ----- | ----- | ----- | ----- | ----- | ------- | --------- |
| 10 jun | 16:00 | Cuba | 3–2    | Estados Unidos | 21–25 | 21–25 | 30–28 | 25–15 | 15–11 | 112–104 | P2 P3     |

## Classificação final
| Posição | Equipe               |
| ------- | -------------------- |
|         | Cuba                 |
|         | Estados Unidos       |
|         | Canadá               |
| 4       | Porto Rico           |
| 5       | Nicarágua            |
| 6       | República Dominicana |
| 7       | Guatemala            |
| 8       | Haiti                |

## Premiações
| Copa Pan-Americana Sub-21 de 2023 |
| Cuba                              |
| --------------------------------- |
| Cuba Campeão (2.º título)         |

### Individuais
Os atletas que se destacaram individualmente foramː
| - Most Valuable Player (MVP) Alejandro González Rodríguez - Melhor oposto Alejandro González Rodríguez - Melhor levantador Yonni Iglesias - Melhor líbero Angelkis Mesa - Melhores ponteiros Jacob Sargent José Ramón Gómez | - Melhores centrais Alexis Wilson Jakdiel Cotreras - Melhor recepção Fernand Albaladejo - Maior pontuador Ronny Molina - Melhor defesa Angelkis Mesa - Melhor sacador Alex Meléndez |